# Feliz Demais
Feliz Demais é o décimo oitavo álbum de estúdio da dupla sertaneja Rayssa & Ravel, lançado em 4 de abril de 2017 pela gravadora Graça Music. O disco foi produzido por Marcelo Rodriguez e Melk Carvalhêdo, e contou com doze canções com influência predominante da música sertaneja.
Para o álbum, a dupla utilizou de composições autorais e colaborações com outros músicos. As temáticas envolvem temas relacionadas à angústia, depressão e sofrimento. O primeiro single escolhido foi a música "De Bem com a Vida", liberada dias antes do disco exclusivamente na plataforma de streaming Deezer. O segundo, "15 de Maio", foi lançado com videoclipe em setembro de 2017. O projeto gráfico do álbum foi produzido pela Observ Design, com fotos registradas em Curitiba.
Feliz Demais recebeu avaliações favoráveis da mídia especializada e chegou a ser eleito o 2º melhor álbum de 2017 e o 13º melhor álbum da década de 2010 pelo portal Super Gospel. O projeto foi apresentado como um retorno à sonoridade sertaneja da dupla e como o primeiro trabalho dos músicos produzido por Carvalhêdo desde Apaixonando Você (2005). Após o lançamento, os músicos fizeram apresentações pelo Brasil e, em 2018, anunciaram um hiato.

## Antecedentes
Em julho de 2015, a dupla lançou o disco O Olhar de Deus. Após o lançamento da obra, a dupla decidiu não renovar o contrato artístico vigente com a gravadora MK Music, ação que foi divulgada em veículos religiosos em meados de janeiro de 2016.
Após um período sem anunciar novidades, a dupla Rayssa & Ravel assinou, em julho de 2016, um contrato com a gravadora carioca Graça Music. De imediato, os músicos anunciaram um disco de inéditas e um DVD.

## Gravação

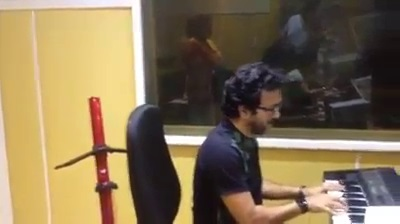
Feliz Demais foi o primeiro álbum de Rayssa & Ravel com Melk Carvalhêdo (foto) desde 2005.

O repertório de Feliz Demais começou a ser selecionado na mesma época em que a dupla assinou com a Graça Music. Para o disco, foram escolhidas algumas músicas autorais e colaborações de outros músicos. Os produtores escolhidos foram Melk Carvalhêdo, que trabalhou pela banda pela primeira vez desde Apaixonando Você (2005) e ficou responsável pela maioria das faixas e o músico Marcelo Rodriguez, que gravaria algumas canções em seu estúdio localizado em Goiânia. A proposta dos músicos é que o disco recapitulasse, com maior força, as influências sertanejas dos discos mais antigos. Rayssa ainda, sobre o álbum, disse que algumas das canções autorais do disco envolvem momentos difíceis de sua vida pessoal. A dupla ainda escolheu incluir uma música romântica, algo que não fez nos projetos antecessores mais recentes.
Apesar das gravações de base instrumentais se derem em Goiânia e em outro estúdio de São Paulo, a gravação das vozes foi conduzido no Graça Estúdios, pertencente à gravadora. O estúdio fora construído para a produção de discos. Os músicos da dupla Rayssa & Ravel foram os primeiros a utilizar as instalações, sob a supervisão de Gerê Fontes Jr., técnico responsável. Os cantores chegaram a liberar alguns vídeos da gravação, em dezembro de 2016, nas redes sociais.
Trata-se de um CD bem eclético, que promete agradar a diversos públicos, mas o que predomina é o sertanejo. Nele, o público poderá ver Rayssa e Ravel como eram antes, porém com algumas novidades. O Marcelo, por exemplo, trouxe algo bem próximo ao que estamos vendo no sertanejo dos dias atuais. Além disso, voltamos a trabalhar com o Melk, depois de tantos anos, e também gravamos uma música romântica, estilo que não entrava nos repertórios dos nossos CDs há bastante tempo— Rayssa, sobre o repertório.

## Lançamento
O álbum, em versão física, chegou da fábrica em 17 de março de 2017, mas o lançamento de fato só ocorreu em 4 de abril do mesmo ano. Em 31 de março, foi liberado o single "De Bem com a Vida" exclusivamente no canal de streaming Deezer. O disco também fora liberado com exclusividade e, mais tarde, conduzido para as demais plataformas.
No final do mesmo mês, a dupla realizou sua primeira videoconferência na internet. A transmissão fora feita usando a página do Facebook da dupla. Os músicos tocaram canções do álbum, responderam perguntas dos fãs e explicou o conceito de algumas músicas do disco. A dupla ainda adiantou que a versão instrumental do álbum (play-back) chegaria às plataformas digitais. Esta edição foi lançada em 27 de abril.
Em 22 de setembro do mesmo ano, a gravadora Graça Music liberou a canção "15 de Maio" como single, com uma versão em videoclipe lançada simultaneamente. Um mês depois, em 20 de outubro de 2017, foi lançado o videoclipe da faixa "Caos e Sofrimento". Em dezembro de 2017, uma versão ao vivo da canção "Uma Carta pra Deus" foi divulgada com a participação da cantora Bruna Olly. O videoclipe final do álbum foi a canção "Deus Está Cuidando", lançado em fevereiro de 2018.

### Recepção da crítica
| Críticas profissionais | Críticas profissionais |
| Avaliações da crítica  | Avaliações da crítica  |
| Fonte                  | Avaliação              |
| ---------------------- | ---------------------- |
| Super Gospel           | [ 16 ]                 |

Feliz Demais recebeu aclamação da mídia especializada. Em avaliação publicada pelo Super Gospel, o álbum recebeu 4,5 estrelas de 5 e o disco foi definido como o "álbum mais correto dos irmãos em anos". A resenha destacou o enfoque em composições baseadas em temas como depressão, afirmando que se tratou de "um ato de coragem" e que "é um trabalho que prova a possibilidade dos artistas sertanejos e o próprio gênero em renovar-se".
O projeto foi considerado o segundo melhor lançamento de 2017 pelo portal, perdendo apenas para No Seu Quintal, da banda Resgate.
Em 2019, foi eleito pelo Super Gospel o 13º melhor álbum da década de 2010.

## Faixas
A seguir lista-se as faixas, compositores e durações de cada canção de Feliz Demais, segundo o encarte do disco.
| N.º            | Título               | Compositor(es)     | Duração |  |
| 1.             | "Caos e Sofrimento"  | Roger e Lucas      | 3:42    |  |
| 2.             | "Fala com Deus"      | Rayssa & Ravel     | 3:28    |  |
| 3.             | "De Bem com a Vida"  | João Vitor & Diego | 2:52    |  |
| 4.             | "Perfil de Adorador" | Anderson Peres     | 5:28    |  |
| 5.             | "Uma Carta pra Deus" | Rayssa             | 4:39    |  |
| 6.             | "Leva Eu"            | Nikolas Ribeiro    | 3:22    |  |
| 7.             | "Amor de um Rei"     | Lucas Ing          | 4:13    |  |
| 8.             | "Nasci pra Vencer"   | Diego              | 3:11    |  |
| 9.             | "Eu Sou Blindado"    | Anderson Peres     | 4:30    |  |
| 10.            | "Deus Está Cuidando" | Rayssa             | 3:43    |  |
| 11.            | "15 de Maio"         | Marcos Rodriguez   | 3:24    |  |
| 12.            | "Promessas"          | Chagas Sobrinho    | 3:23    |  |
| Duração total: | Duração total:       | Duração total:     | 46:11   |  |

## Ficha técnica
A seguir estão listados os músicos e técnicos envolvidos na produção de Feliz Demais:
Rayssa & Ravel
- Rayssa – vocais
- Ravel – vocais

Músicos convidados
- Melk Carvalhêdo – produção musical, arranjos, violão, teclados e piano
- Marcelo Rodriguez – produção musical, arranjos e teclados em "De Bem com a Vida", "Leva Eu" e "15 de Maio"
- Marco Abreu – violão em "15 de Maio"
- Marcos Borges – violão em "De Bem com a Vida" e "Leva Eu"
- Tarcísio Buyck – bateria
- Rafinha de Laia – bateria em "De Bem com a Vida", "Leva Eu" e "15 de Maio"
- Henrique Garcia – baixo, guitarra em "De Bem com a Vida" e "15 de Maio"
- Luizinho Souza – baixo em "De Bem com a Vida", "Leva Eu" e "15 de Maio"
- Márcio Carvalho – guitarra em "Caos e Sofrimento", "Fala pra Deus", "Perfil de Adorador", "Eu Sou Blindado" e "Promessas"
- Wélerson – guitarra em "Uma Carta pra Deus", "Amor de um Rei", "Nasci pra Vencer" e "Deus Está Cuidando"
- Igor Capela – guitarra em "Leva Eu"
- Marcus César – percussão
- Alê Di Vieira – percussão em "De Bem com a Vida" e garrothe em "Leva Eu"
- Wiliam dos Santos – sanfona em "De Bem com a Vida"
- Gustavo Mayer – sanfona em "Leva Eu"
- Adiel Ferr – vocal de apoio
- Janeh Magalhães – vocal de apoio
- Jéssica Ramalho – vocal de apoio

Equipe técnica
- Gerê Fontes – mixagem e masterização
- Alê Gaiotto – mixagem, masterização e efeitos especiais em "De Bem com a Vida", "Leva Eu" e "15 de Maio"

Projeto gráfico
- Paola Cibim – make–up
- Paulo Cibim – fotos
- Observ Design – design